# Vĩnh Tân
Vĩnh Tân là một phường thuộc Thành phố Hồ Chí Minh, Việt Nam.

## Địa lý
Phường Vĩnh Tân nằm ở phía tây bắc thành phố Tân Uyên, có vị trí địa lý:
- Phía đông giáp phường Tân Hiệp
- Phía tây giáp thành phố Thủ Dầu Một và thành phố Bến Cát
- Phía nam giáp phường Phú Chánh
- Phía bắc giáp huyện Bắc Tân Uyên.

Phường Vĩnh Tân có diện tích 32,41 km², dân số năm 2021 là 26.820 người, mật độ dân số đạt 828 người/km².
Tuyến đường chính trên địa bàn phường là tuyến đường DT 742 từ Thủ Dầu Một đi Cổng Xanh.

## Hành chính
Phường Vĩnh Tân được chia thành 6 khu phố: 1, 2, 3, 4, 5, 6.

## Lịch sử
Sau năm 1975, địa bàn phường Vĩnh Tân hiện nay là một phần xã Tân Phú Hiệp thuộc huyện Châu Thành cũ.
Ngày 11 tháng 3 năm 1977, huyện Châu Thành giải thể, xã Tân Phú Hiệp chuyển sang trực thuộc huyện Tân Uyên.
Ngày 29 tháng 8 năm 1994, xã Tân Phú Hiệp được chia thành hai xã Phú Chánh và Vĩnh Tân.
Ngày 29 tháng 12 năm 2013, xã Vĩnh Tân trực thuộc thị xã Tân Uyên mới thành lập.
Ngày 10 tháng 1 năm 2020, Ủy ban Thường vụ Quốc hội ban hành Nghị quyết số 857/NQ-UBTVQH14 (nghị quyết có hiệu lực từ ngày 1 tháng 2 năm 2020). Theo đó, thành lập phường Vĩnh Tân trên cơ sở toàn bộ 32,41 km² diện tích tự nhiên và 22.212 người của xã Vĩnh Tân.